# Veľké Hoste
Veľké Hoste (in ungherese: Nagyvendég) è un comune della Slovacchia facente parte del distretto di Bánovce nad Bebravou, nella regione di Trenčín.